# Цинциннати
Цинцинна́ти (англ. Cincinnati [ˌsɪnsɪˈnæti]) — город на юго-западе штата Огайо, США, часть округа Гамильтон. Расположен на реке Огайо на границе штатов Огайо и Кентукки, неподалёку от границы с Индианой.
Основан в 1788 году переселенцами из Германии.
Население, по данным на 2010 год, составляет 296 943 человека (55-й по величине город США), с пригородами — 2 155 137 чел. (21-й по величине), что делает Цинциннати третьим по численности населения городом штата; примерно 53 % населения — белые.
В Цинциннати расположены главные офисы компаний Procter & Gamble, Kroger, Convergys, Chiquita, General Electrics Aviation, Macy's, Toyota North America, Kao Brands, Fifth Third Bank, а также завод The United States Playing Card Company.
В начале XIX века Цинциннати был первым американским городом в центре страны, конкурирующим с городами восточного побережья в размерах и богатстве. Как первый крупный континентальный город, его иногда называют «первым чисто американским городом». Изначально он развивался без влияния европейцев или городов восточного побережья. Так или иначе, в конце XIX века, с переходом с водного транспорта на железнодорожный, развитие Цинциннати значительно замедлилось, и он был превзойдён по населению и значению другим удалённым от моря городом, Чикаго.
Застроенный большей частью в период с 1850 по 1900 годы район Овер-Райн долгие годы был центром немецких иммигрантов и сейчас является одним из крупнейших исторических районов, внесённых в Национальный реестр исторических мест США.
Цинциннати известен своей богатой коллекцией исторической архитектуры.
Цинциннати — родина двух команд высшей лиги бейсбола Cincinnati Reds и американского футбола Cincinnati Bengals, а также теннисного турнира Cincinnati Masters.
Университет Цинциннати ведёт свою историю от Медицинского колледжа Огайо, основанного в 1819 году.

## География
Находится на границе трёх штатов (Кентукки, Огайо, Индиана) — отсюда часто называют это место тристэйт (три штата). По данным Бюро переписи Соединённых Штатов, общая площадь города составляет 210 км² (79,6 кв. миль), из них 200 км² (78 кв. миль) — окрестности, 4,1 км² (1,6 кв. миль) — город, остальное — акватории рек и озёр.
Город расположен на плоскогорье, окружающем реку Огайо..
Географически Цинциннати входит в регионы Среднего Запада. 20-30 % американцев проживают в одних сутках езды от города.

## История
Цинциннати был основан Джоном Кливзом Симмсом и полковником Робертом Паттерсоном в 1788 году. Топограф Джон Филсон (также автор «Приключений полковника Дэниэла Буна») назвал город Лосантивиль, именем, полученным из четырёх слов на разных языках и значащем «город, расположенный напротив устья реки Ликинг». «L» — первая буква от названия реки Ликинг, os на латыни — «устье», anti с греческого — противоположный, ville с французского — «город».
В 1790 году Артур Сент-Клэр, губернатор Северо-Западной территории, сменил название города на Цинциннати в честь Общества Цинцинната, членом которого он являлся. Сообщество почитало генерала Джорджа Вашингтона, который считался новоявленным Цинциннатом. И до настоящего дня Цинциннати в частности и Огайо в целом считаются родиной статистически значимого числа потомков ветеранов войны за независимость США, которым были дарованы земли в этом штате в качестве платы за участие в войне.
В 1802 году Цинциннати был нанесён на карту как поселение (деревня). Дэвид Циглер, ветеран войны за независимость из Гейдельберга (Германия), стал первым мэром. Статус города был присвоен Цинциннати в 1819 году. Начало парового судоходства на реке Огайо в 1811 году и завершение строительства канала между рекой Майами и озером Эри способствовало тому, что в 1850 году население города составило 115 000 человек.
Железные дороги стали другим значимым видом транспорта, появившимся в Цинциннати. В 1836 году была запущена в эксплуатацию Малая железная дорога Майами, соединявшая Цинциннати с Мэд-Ривер и железной дорогой озера Эри.
Первый шериф, Джон Браун, был назначен на должность 2 сентября 1788 года. Распоряжением штата Огайо в 1802 году в Цинциннати была введена должность начальника полиции, которую занял Джеймс Смит; в следующем году город начал патрулировать «ночной дозор». В 1819 году, когда Цинциннати получил статус города, Уильям Раффин был назначен первым городским начальником полиции. В мае 1828 года отряд полиции состоял из одного капитана, одного помощника и пяти патрульных. В 1850 году требовались уже полицейский шериф и 6 лейтенантов, но первый шериф, Джейкоб Кифер, появился лишь в 1853 году и уже спустя три недели был снят с должности.
Бейсбольная команда Cincinnati Red Stockings начала свою карьеру в XIX веке. В 1868 году было принято решение о создании профессиональной команды, ставшей первым профессиональным коллективом в стране в 1869 году. В этот первый год команда одержала победу в 57 матчах и 1 свела в ничью, поставив рекорд побед среди всех профессиональных команд в истории.
В течение Гражданской войны Цинциннати играл ключевую роль как важный источник припасов и бойцов для армии. Большую часть военного времени в Цинциннати располагалась штаб-квартира Департамента штата Огайо, на который была возложена обязанность защиты региона, а также руководство наступлением армии на Кентукки и Теннеси. Большинство населения Цинциннати «симпатизировало южанам», что обусловлено торговлей с невольническими штатами и историей миграции южан из восточных штатов.
В 1879 году компания Procter & Gamble, один из ведущих производителей мыла, начала продавать «мыло слоновой кости» («ivory soap»). Оно позиционировалось как «лёгкое настолько, что не тонет». После пожара на первой фабрике компания переехала на новую фабрику в бухте Милл и возобновила производство мыла. Это место теперь называется Долина слоновой кости (Ivorydale).
В 1884 году Цинциннати охватил один из самых жестоких бунтов в американской истории. В канун Рождества 1883 года Джо Палмер и Уильям Бернер ограбили и убили своего работодателя, владельца конюшни по имени Уильям Кирк. Они бросили его тело у Бухты Милл перед тем, как их поймали. Один из убийц, Уильям Бернер, был приговорён к казни через повешение после признания его виновным, однако это дело спровоцировало волнения и ярость народных масс. Массовые беспорядки начались 28 марта, когда тысячи горожан атаковали окружную тюрьму и подожгли здание суда округа Гамильтон в попытке освободить Бернера. Небольшая группа депутатов округа во главе с шерифом Мортоном Л. Хоукинсом боролась за удержание тюрьмы от полного захвата. После потери позиций они преуспели в защите заключённых от толпы. Двое депутатов были убиты в ходе конфликта, включая капитана Джона Десмонда, памятник которому стоит теперь в вестибюле здания суда. В общей численности в ходе бунта 45 человек погибли и 125 были ранены.
Цинциннати перенёс период Великой Депрессии легче, чем большинство американских городов такого размера, по большей части за счёт возрождения торговли по реке, которая обходилась не так дорого, как по железной дороге. Омоложение города началось в 1920-х годах и продолжалось следующее десятилетие с возведением Объединённого вокзала, почтового офиса и большого здания Bell Telephone.
Наводнение 1937 года было тяжелейшим в истории страны. Позже город был защищён от наводнений специально возведёнными стенами. После Второй мировой войны в Цинциннати был разработан генеральный план обновления, воплотившийся в модернизации внутренней части города. Как и другие, более старые промышленные города, Цинциннати страдал от реструктуризации экономики, и в середине века безработица следовала за деиндустриализацией.

## Климат
Цинциннати принадлежит переходной климатической зоне, северной границе субтропиков и южной — континентальной климатической зоны. Лето жаркое и влажное, со значительными осадками в течение нескольких месяцев. Июль самый тёплый месяц с температурой свыше 86 °F (30 °C), достигающей отметки 90 °F (32 °C) или выше 18 дней в году, часто с высокой влажностью. Зимы обычно мягкие и снежные, январь — самый холодный месяц, температура опускается до −1,3 °C (29,7 °F), но может достигать 0 °F (-18 °C) несколько раз в году. В среднем за зиму выпадает всего 51 см (20 дюймов) осадков в виде снега.

Предельные значения температур от −32 и 43 °C (−25 до 109 °F) зафиксированы 18 января 1977 года и 21 июля 1934 года соответственно.
| Показатель                                                                | Янв.  | Фев.  | Март  | Апр.  | Май   | Июнь  | Июль  | Авг.  | Сен.  | Окт.  | Нояб. | Дек. | Год  |
| ------------------------------------------------------------------------- | ----- | ----- | ----- | ----- | ----- | ----- | ----- | ----- | ----- | ----- | ----- | ---- | ---- |
| Абсолютный максимум, °C                                                   | 25    | 26    | 31    | 32    | 35    | 39    | 42    | 39    | 39    | 35    | 28    | 24   | 42   |
| Средний суточный максимум, °C                                             | 4,2   | 6,5   | 11,9  | 18,6  | 23,6  | 28,1  | 30,0  | 29,6  | 26,1  | 19,3  | 12,1  | 6,3  | 18,0 |
| Средняя температура, °C                                                   | −0,3  | 1,5   | 6,4   | 12,6  | 17,8  | 22,4  | 24,4  | 23,8  | 20,1  | 13,4  | 6,9   | 2,0  | 12,6 |
| Средний суточный минимум, °C                                              | −4,9  | −3,4  | 1,0   | 6,5   | 12,1  | 16,7  | 18,8  | 18,1  | 14,1  | 7,6   | 1,7   | −2,3 | 7,2  |
| Абсолютный минимум, °C                                                    | −32   | −27   | −24   | −9    | −3    | 4     | 8     | 6     | −1    | −9    | −18   | −29  | −32  |
| Среднее число солнечных часов в месяц                                     | 120,8 | 128,4 | 170,1 | 211,0 | 249,9 | 275,5 | 277,0 | 261,5 | 234,4 | 188,8 | 118,7 | 99,3 | 2335 |
| Среднее число дней с осадками                                             | 13    | 12    | 13    | 13    | 14    | 12    | 11    | 9     | 8     | 9     | 10    | 12   | 136  |
| Норма осадков, мм                                                         | 84    | 81    | 106   | 115   | 119   | 121   | 97    | 87    | 79    | 85    | 82    | 95   | 1150 |
| Источник: Национальное управление океанических и атмосферных исследований |       |       |       |       |       |       |       |       |       |       |       |      |      |

## Население
| 1800     | 1810     | 1820     | 1830     | 1840     | 1850     | 1860     | 1870     | 1880     |
| -------- | -------- | -------- | -------- | -------- | -------- | -------- | -------- | -------- |
| 850      | ↗2540    | ↗9642    | ↗24 831  | ↗46 338  | ↗115 435 | ↗161 044 | ↗216 239 | ↗255 139 |
| 1890     | 1900     | 1910     | 1920     | 1930     | 1940     | 1950     | 1960     | 1970     |
| ↗296 908 | ↗325 902 | ↗363 591 | ↗401 247 | ↗451 160 | ↗455 610 | ↗503 998 | ↘502 550 | ↘452 525 |
| 1980     | 1990     | 2000     | 2010     | 2020     |          |          |          |          |
| ↘385 460 | ↘364 040 | ↘331 285 | ↘296 943 | ↗309 317 |          |          |          |          |

Согласно переписи населения 2010 года в Цинциннати проживает 296 943 человека, что на 10,4 % меньше данных 2000 года. Перепись 2010 года выявила из числа неиспаноговорящего населения 48,1 % белых, 44,6 % чёрных, 0,2 % американских индейцев и коренных жителей Аляски, 1,8 % азиатов, 0,1 % гавайцев и других островитян Тихого океана, 0,2 % других рас, а также 2,2 % смешанных рас. Испаноговорящие латиноамериканцы или испанцы составили 2,8 % населения. По состоянию на 2007 год город населяли 52 % белых, 46,5 % афроамериканцев, 0,9 % коренных американцев, 2 % азиатов, 1 % других рас, 2,4 % смешанных рас. 1,7 % от общей численности составили испаноговорящие или латиноамериканцы.
В 4 крупнейшие группы по странам происхождения входят немцы (19,8 %), ирландцы (10,4 %), англичане (5,4 %) и итальянцы (3,5 %).
В Цинциннати 148 095 домохозяйств, из которых 25,1 % имеют живущих с ними детей в возрасте до 18 лет, 26,6 % женатых пар, проживающих совместно, 18,6 % — незамужние домохозяйки и 51 % не являются семьями.
Деление по возрастным категориям выглядит следующим образом: 24,5 % жители в возрасте до 18 лет, 12,9 % — от 18 до 24 лет, 31,6 % — от 25 до 44 лет, 18,7 % — от 45 до 64 лет, 12,3 % — от 65 лет и старше. Средний возраст 32 года. На каждые 100 женщин приходится 89,4 мужчин, на каждые 100 женщин старше 18 лет — 85,6 мужчин.
Средний годовой доход городского домохозяйства 29 493 $ при среднем доходе семьи 37 543 $. Мужчины в среднем имеют доход 33 063$ против 26 946$ у женщин за год. Доход на душу населения составляет 19 962$. Около 21,9 % жителей, включая 32 % детей до 18 лет и 14,8 % пожилых людей старше 65 лет, находятся за чертой бедности.
За несколько прошедших десятилетий, согласно отчётам Бюро переписи, наблюдается тенденция снижения численности жителей Цинциннати. Однако, по оценке того же Бюро переписи, в 2006 году численность населения составила 332 252 человек. Несмотря на то, что данный факт был официально оспорен городом, мэр Марк Моллори неоднократно утверждал, что численность горожан составляет 378 259 человек, ссылаясь на детализированное исследование, проведённое независимой непрофессиональной группой из Вашингтона, округ Колумбия.
Статистическая группа Цинциннати-Мидлтаун-Уилмингтон насчитывает 2 155 137 человек, становясь, таким образом, крупнейшей в Огайо и 24-й в регионе, включающем округи Гамильтон, Батлер, Уоррен, Клермонт и Браун в штате Огайо, Бун, Брекен, Кемпбелл, Галлатин, Грант, Кентон и Педлтон в штате Кентукки, Дирборн, Франклин и Огайо в штате Индиана.

## Экономика
Налоговая ставка 6,5 %. В окрестностях города расположены шесть заводов компании Procter&Gamble.

## Транспорт
В XIX веке главным общественным видом транспорта являлся трамвай. Оригинальная система трамвайных путей была окончательно разработана и введена в строй в 1951 году.
Через город проходят важные межштатные автомагистрали — № 75 и № 71, а вспомогательная магистраль № 275 окольцовывает всю городскую агломерацию Цинциннати. Имеется международный аэропорт. Большинство улиц в городе — с односторонним (иногда четырёхполосным) движением, что избавляет город от пробок. Особенностью города является оригинальное наименование улиц — улицы, расположенные вдоль реки Огайо имеют цифровое обозначение, начиная от береговой линии (Первая, Вторая и т. д.), а улицы, расположенные перпендикулярно к реке имеют названия деревьев (Платановая, Дубовая и т. п.).
В двадцатых годах существовали планы по строительству метро, была даже частично построена линия, состоящая из 4 станций. Однако начавшаяся в это же время Великая депрессия, а затем и Вторая мировая война, сдвинули эти планы на неопределённый срок, и метрополитен так и остался неоткрытым. Многочисленные попытки восстановить систему ни к чему не привели. По состоянию на 2023 год, строительство метро не ведётся. Несмотря на это, там регулярно проводятся экскурсии.

## Культура

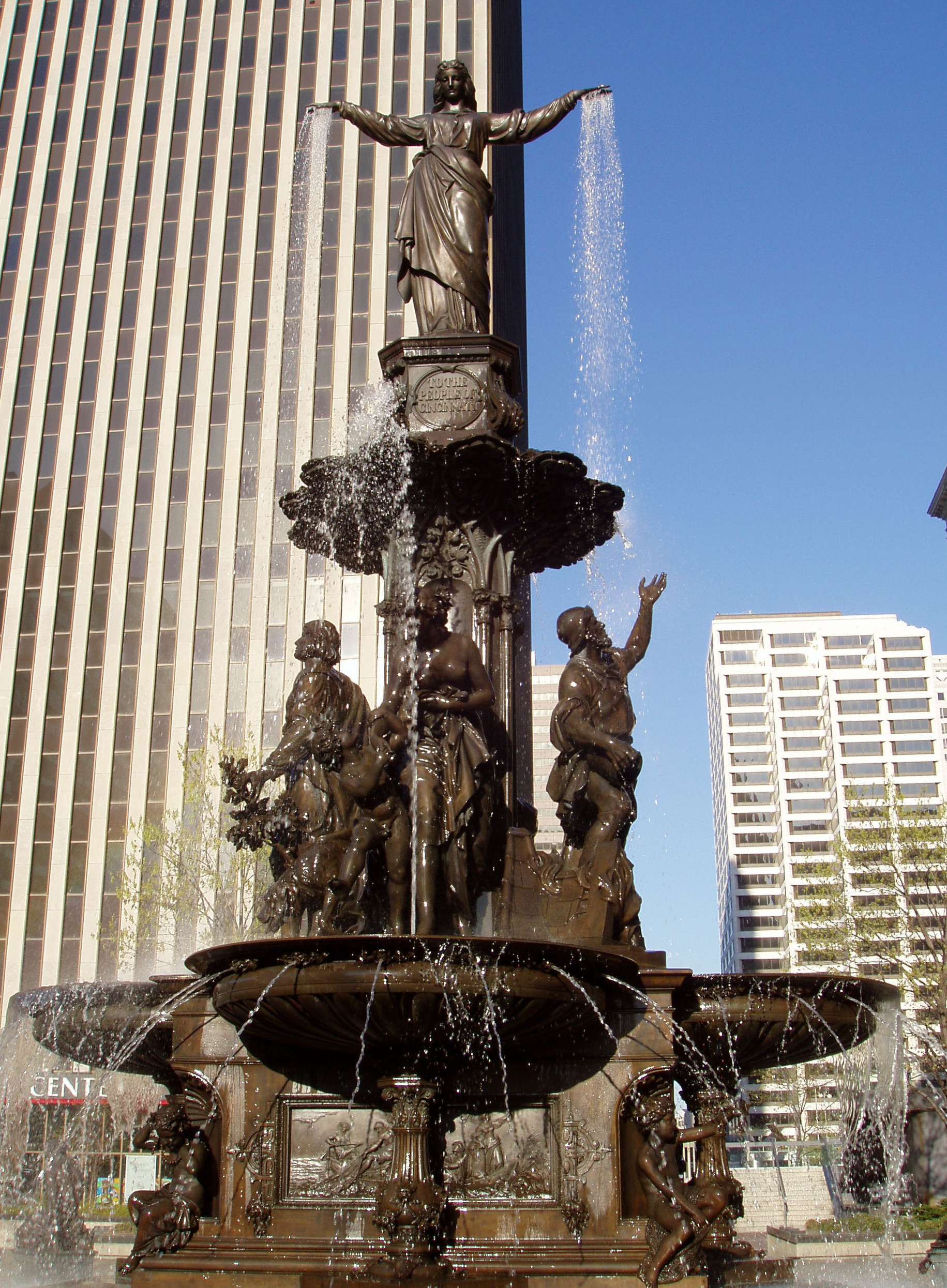
Фонтан на площади в Цинциннати

Достопримечательностями Цинциннати являются Объединённый вокзал — памятник архитектуры ар деко, где в XXI веке базируется городское музейное объединение, здание консерватории, Художественный музей, два здания генерального офиса Procter&Gamble, современное здание предварительной тюрьмы, расположенное в центре города и не имеющее ограды, внешней охраны и решёток на окнах (по внешнему виду больше похожее на здание банка), а также Sky Walk — крытая пешеходная зона, расположенная на уровне вторых этажей зданий и соединяющая несколько зданий, находящихся в центре города — Даунтауне. Кроме того, в Цинциннати имеется несколько больших и красивых мостов через реку Огайо, соединяющих его с городом-спутником Ковингтоном, расположенным уже в другом штате — Кентукки.
В городе с 1875 года работает Зоопарк и ботанический сад Цинциннати — второй по возрасту зоопарк США (после Зоопарка Филадельфии, открытого годом ранее).
В городе 13 небоскрёбов высотой более 100 метров.

## Образование
Университет Цинциннати основан в 1819 году и является одним из старейших высших учебных заведений на запад от Аппалачей. В университете обучается около 40 тысяч студентов по более чем 200 специальностям. В городе также находится Университет Ксавьера, Объединенный институт и университет и колледж Цинциннати Стейт.

## Спорт
Местная бейсбольная команда — «Цинциннати Редс», играет в Главной лиге бейсбола. Для игр этой команды имеется большой бейсбольный стадион.
Команда по американскому футболу «Цинциннати Бенгалс» играет в Национальной футбольной лиге. Также в городе базируется футбольный клуб «Цинциннати», который играет в MLS.
Каждый год в августе в Цинциннати проходит один из крупных международных турниров по теннису серии Masters среди мужчин и женщин. В 2006 году его выиграла русская теннисистка Вера Звонарёва.
Есть хоккейная арена, на которой проходят матчи хоккейной команды Цинциннати Сайклонс.

## Межрасовые отношения
Из-за своего расположения на реке Огайо Цинциннати был пограничным городом между штатом, в котором в период до Гражданской войны было разрешено рабство (Кентукки), и штатом, в котором рабства не было (Огайо). Некоторые жители Цинциннати играли важную роль в движении против рабства. Многие рабы использовали реку Огайо и Цинциннати для побега на север.
В 1829 году, в ходе нападения анти-аболиционистов на афроамериканцев, вспыхнули беспорядки. В результате 1200 чернокожих покинули город и переселились в Канаду. Бунт и беженцы широко обсуждались в стране, и в 1830 году в Филадельфии была принята первая Конвенция Чернокожих. Волнения также вспыхивали в 1836 и 1841 годов. В 1836 году толпа из 700 анти-аболиционистов снова напала на окрестности города, где обитали афроамериканцы. В дальнейшем напряжение ещё более возросло после принятия Акта Беглого Раба.
Гарриет Бичер-Стоу, жившая в то время в Цинциннати, встречалась со сбежавшими рабами и использовала их рассказы в качестве основы для своего романа «Хижина дяди Тома». Леви Коффин в 1847 году сделал Цинциннати центром своей антирабовладельческой борьбы.
Во второй половине XX века Цинциннати вместе с другими городами — тяжёлыми промышленниками подвергся обширной демографической трансформации. Белые семьи рабочего класса, являвшие собой костяк города со времён Европейского иммиграционного бума XIX века, перебрались в пригород. Чёрное же население, спасавшееся бегством с юга в надежде на лучшие социоэкономические условия, заселили окрестности старого города. Расовые розни кипели вплоть до убийства в 1968 году Мартина Лютера Кинга младшего, когда в Цинциннати, так же как почти в любом другом городе средней полосы США, случился очередной бунт.
В апреле 2001 года в городе произошли беспорядки, связанные с убийством афроамериканца белым полицейским.

## Преступность
До волнений 2001 года уровень преступности в Цинциннати постоянно снижался, достигнув нижней отметки в 1992 году. После массовых беспорядков число преступлений с применением насилия возросло, и в 2005 году Цинциннати входил в 20-ку самых опасных городов Америки. Однако, благодаря действиям полиции, за первые 4 месяца 2007 года зафиксировано на 15,3 % меньше случаев насильственных преступлений, чем за тот же период 2006 года. Детский госпиталь зарегистрировал снижение количества огнестрельных ранений на 78 %, а Университетский госпиталь отметил падение по этому показателю на 17 %. В мае и июне 2006 года Полицейский департамент Цинциннати совместно с шерифом округа Гамильтон создали целевую группу из двадцати депутатов с целью содействия искоренению преступности в деловом центре Цинциннати на 29 %.
Однако, по состоянию на 2009 год, Цинциннати остаётся 19-м в списке опаснейших городов США. В 2010 году поступили 72 сообщения об убийствах, 41 из них раскрыты по состоянию на февраль 2011 года.
Следственный изолятор Цинциннати, где содержатся следственно-арестованные, административно-арестованные и преступники со сроками до полутора лет лишения свободы, является гордостью города. В нём созданы все условия для занятия спортом осуждённых, общения с родственниками и полноценного питания: возможен даже выбор блюд на заказ. Периодически проходят баскетбольные матчи между арестованными и администрацией, в которых, как правило, побеждают арестованные. Часть контингента имеет право работать за пределами тюрьмы. Здание оборудовано лифтами, в каждой камере на 16 человек находится по два телевизора, две душевых кабины, два больших обеденных стола и телефон-автомат. У каждого заключённого имеется отдельный, запираемый изнутри, бокс с кроватью, унитазом, умывальником и окном. Окна в камерах не имеют решёток, так как застеклены семислойным пуленепробиваемым стеклом, выдерживающем выстрел крупнокалиберного пулемёта. Более того, в начале 1990-х годов заключённые подали иск в суд на администрацию тюрьмы с требованием увеличить площадь остекления камер по санитарно-гигиеническим соображениям и выиграли процесс. В связи с этим была проведена модернизация здания и площадь окон была увеличена. В этом же здании расположен офис шерифа.

## Города-побратимы
- Амман, Иордания[20]
- Гифу, Япония (11 мая 1988)[21]
- Лючжоу, Китай (5 мая 1988)[22]
- Майсур, Индия (11 июля 2012)[23]
- Мюнхен, Германия (18 сентября 1989)[24][25]
- Нанси, Франция (24 июня 1991)[26][27]
- Нетания, Израиль
- Новый Тайбэй, Тайвань (12 сентября 1994)[28]
- Рим, Италия
- Тайбэй, Тайвань
- Тихуана, Мексика
- Хараре, Зимбабве (4 августа 1990)[29]
- Харьков, Украина (11 сентября 1989)[30][31][…]